# Vieux mandarin
 (février 2022).
Si vous disposez d'ouvrages ou d'articles de référence ou si vous connaissez des sites web de qualité traitant du thème abordé ici, merci de compléter l'article en donnant les références utiles à sa vérifiabilité et en les liant à la section « Notes et références ».

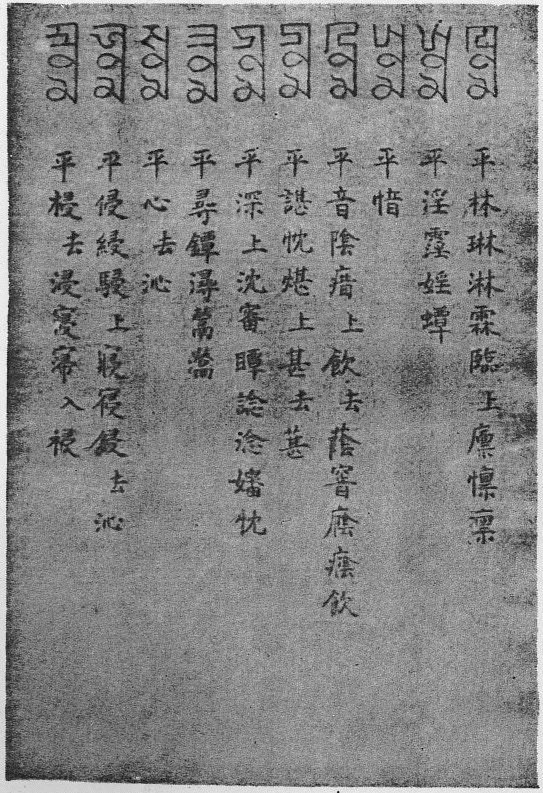
Page extraite du Menggu Ziyun listant les syllabes de tsim à lim (avec de l'écriture ’phags-pa en haut).

Le vieux mandarin est un terme utilisé pour désigner une forme ancienne du dialecte le plus parlé de la langue chinoise, connu en français sous le nom de mandarin (Guānhuà / 官话). ll s'agissait de la langue parlée à l'époque de la fin de la dynastie Song. Ce « mandarin précoce » est à la base du système de sonorités décrit par le dictionnaire de rimes Zhōngyuán Yīnyùn (中原音韻, littéralement « Sons et rimes dans les plaines centrales ») de la dynastie Yuan tardive, utilisé pour rimer l'Opéra de Pékin à cette époque. 